# (464517) 2016 CR1
(464517) 2016 CR1 es un asteroide perteneciente al cinturón de asteroides, descubierto el 27 de diciembre de 2005 por el equipo Spacewatch desde el Observatorio Nacional de Kitt Peak (Arizona, Estados Unidos).